# Катедра „Организация и управление на тактическите подразделения за комуникационни и информационни системи“ (НВУ - Шумен)
Катедра „Организация и управление на тактическите подразделения за комуникационни и информационни системи“ (“ОУТП за КИС“) е основно звено на Факултет „Артилерия, противовъздушна отбрана и комуникационни и информационни системи“ (А, ПВО и КИС") в град Шумен от Националния военен университет „Васил Левски“.

## История на катедрата
Обучението на военни специалисти с висше образование в областта на комуникационните и информационните системи датира от 1958 г., когато се приемат първите петгодишни випуски по специалността „Свързочни войски“ (СвВ) в Народното военно инженерно свързочно училище (НВИСУ) „Г. Дамянов“ – гр. Силистра, и по специалността „Радиотехнически войски“ (РТВ) в Народното военно артилерийско училище (НВАУ) „Г. Димитров“ – гр. Шумен. През 1972 г. в бившето ВВУАПВО „П. Волов“ – гр. Шумен, се създава катедра „Военна кибернетика“, която в периода 1972 – 1986 г. подготвя ежегодно випуск от 10 – 15 офицери, които получават назначения в изчислителните центрове на армиите и на Министерството на отбраната (МО). През 1986 г. катедра „Военна кибернетика“ се преобразува в катедра „Автоматизация управлението на войските“ (АУВ) с 3 предметно-методически комисии – „Изчислителна техника“, „Информатика“ и „Автоматика“. Полагат се основите на подготовката на хардуерни и софтуерни специалисти за военните информационни системи (ВИС) на БА.
Катедра „ОУТП за КИС“ е наследник на богатите традиции на бившите ВВОВУ „В. Левски“ – гр. В. Търново, и ВВУАПВО „П. Волов“ в областта на подготовката на специалисти за комуникационните и информационните системи на Българската армия. Катедрата е създадена на 01.09.2002 г. в състава на Факултет „Артилерия, ПВО и КИС“ на НВУ „Васил Левски“ на основание на Решение на НС на РБ от 14.06.2002 г., обнародвано в Държавен вестник бр. 62 от 25.06.2002 г. Тя включва част от научния потенциал на бившите катедри „Радиолокация“ и „Радиотехнически войски“, а после и преподаватели, завършили специализациите „Военни комуникационни системи“ и „Военни информационни системи“

За първи началник на катедрата е избран полк. инж. доц. д-р Борислав Йорданов Беджев, който ръководи катедрата до 2007 г. От 2007 до 2008 г. длъжността се изпълнява от полк. инж. доц. д-р Михаил Александров Михайлов. През 2008 г. за началник на катедрата е избран подп. инж. доц. д-р Огнян Момчилов Фетфов, който напуска през 2011 г. От 2011 г. началник на катедрата е отново полк. инж. доц. д-р Михаил Александров Михайлов, а от месец април 2013 г. за началник на катедрата е избран подп. инж. доц. д-р Росен Атанасов Богданов.

В катедрата са създадени 2 методически направления:

„Комуникационни системи“ (КС) с председател доц. д-р инж. Михаил Александров Михайлов и
 „Информационни системи“ (ИС) с председател доц. д.н. инж. Жанета Николова Савова. 
От 2016 г. катедрата е преименувана на „Комуникационни мрежи и системи“.

## Обучаеми
Катедра „ОУТП за КИС“ извършва обучение на:

· курсанти и студенти в ОКС „бакалавър“ и „магистър“ по граждански специалности „Комуникационна техника и технологии“, „Компютърни системи и технологии“, „Компютърни системи за проектиране“ и „Административна и информационна сигурност“;

· специализанти в курсове по направление „Комуникационна и компютърна техника“;

· докторанти по научни направления: 02.07.03 „Радиолокация и радионавигация“ и 02.07.20 „Комуникационни мрежи и системи“.[източник? (Поискан днес)]

## Основни задачи
1. Насочване на усилията на академичния състав на катедрата към цялостно изпълнение на изискванията на квалификационните характеристики и учебните планове.

2. Насочване на научната работа към усъвършенстване на технологиите на обучение, изследване на ефективността и подобряване на качествените параметри на въоръжението и техниката, разработка на тренажорни комплекси и симулатори.

3. Усъвършенстване на командно-организаторската работа за изграждането на курсантите и специализантите като квалифицирани военни специалисти.[източник? (Поискан преди 5 дни)]

## Преподавани дисциплини
- Радиовълни, антенно-фидерна и микровълнова техника (РАМТ);
- Оптоелектроника и оптични комуникации (ООК);
- Електромагнитна съвместимост (ЕМС);
- Радиокомуникационна техника (РКТ);
- Импулсни и цифрови устройства (ИЦУ);
- Предаване на данни (ПД);
- Теория на автоматичното управление (ТАУ)
- Основи на комуникационните системи (ОКС);
- Устройство на специализирани комуникационни системи (УСКС);
- Безжични мрежи (БМ);
- Програмни езици (ПЕ);
- Програмни среди (ПС);
- Програмиране на С++ (ПС++);
- Криптография в комуникационните и информационни системи (КрКИС);
- Хардуерни и софтуерни технологии за защита на информацията (ХСТЗИ);
- Компютърни мрежи (КМ);
- Видео- и аудиотехника (ВАТ);
- Основи на цифровата телевизия (ОЦТ);
- Комутационна, мултиплексна и кабелна техника (КМКТ);
- Моделиране в комуникациите (МК);
- Производствена практика (ПП);
- Войскови стаж (ВС);
- Комуникационни терминали (КТ);
- Системи С4ІSR (С4ІSR);
- Тактика на формированията за комуникационна и информационна поддръжка (ТКИП).

## Състав на катедрата
По списък академичният състав е 10 души, от които 4 офицери и 6 цивилни служители.

По научно звание в състава на катедрата има 1 професор, 4 доценти, 1 главен асистент – доктор и 3 асистенти.

| №  | Звание, име, презиме, фамилия              | Длъжност                                          | Електронна поща     | Преподавани дисциплини                |
| -- | ------------------------------------------ | ------------------------------------------------- | ------------------- | ------------------------------------- |
| 1  | Доц. д-р инж. Росен Атанасов Богданов      | доцент; началник на катедра                       | rab61@abv.bg        | ПД, ИЦУ, УСКС, БМ                     |
| 2  | Доц. д-р инж. Михаил Александров Михайлов  | доцент; председател на методическо направление КС | m_a_mihaylov@abv.bg | РАМТ, ООК, ЕМС, ТАУ, КТ               |
| 3  | Проф. д.т.н. инж. Жанета Николова Савова   | доцент; председател на методическо направление ИС | zh.tasheva@mail.bg  | ПЕ, ПС, ПС++, БМ, КрКИС               |
| 4  | Проф. д.т.н. инж. Борислав Йорданов Беджев | професор                                          | bedzhev@abv.bg      | ОКС, ОК, МК                           |
| 5  | Доц. д-р инж. Николай Жечев Кулев          | доцент                                            | nz_kulev@abv.bg     | КВ, СС, НК, ТМСАД                     |
| 6  | М-р инж. д-р Йосиф Венелинов Йосифов       | главен асистент                                   | josifov02@abv.bg    | РКТ, ППЕ, УСКС, ОКС, ПП, ВС           |
| 7  | М-р инж. д-р Линко Георгиев Николов        | главен асистент                                   | linkonikolov@abv.bg | ПД, С4ІSR, КМ, КрКИС, ХСТЗИ, ТКИП     |
| 8  | М-р инж. д-р Дянко Койчев Хубенов          | главен асистент                                   | d_hubenov@abv.bg    | ТЕ, ЕМУ, ЕИ, ЗБУТ, УСКС, ПП, ОКС      |
| 9  | К-н инж. Мирослав Георгиев Неделчев        | асистент                                          | nedel4ew@abv.bg     | КМКТ, КК, СК, ИК, С4ІSR, ПС, ТСКД, ПП |
| 10 | Ас. инж. Живко Петров Петров               | асистент                                          | jikopeko@abv.bg     | ВАТ, ОЦТ, РКТ, ИЦУ, ТЗУ, ККА, ООК, ПП |
| 11 | Ц. сл. Даниела Радославова Николаева       | старши специалист                                 | didka_rados@abv.bg  | –                                     |

Телефон за връзка: 054 801 040 / вътр. 54270, 54215, 54272.

e-mail: kis@aadcf.nvu.bg